# Ferdinand von Senger und Etterlin
Ferdinand von Senger und Etterlin, plným jménem Ferdinand Maria von Senger und Etterlin (narozen 8. června 1923 v Tübingenu, zemřel 10. ledna 1987 v Ühlingenu) byl německý generál. Po otci i matce pocházel ze staré vojenské rodiny.

## Život
Vojenskou kariéru započal vstupem do Wehrmachtu, v jehož řadách bojoval na východní frontě. V bitvě u Stalingradu byl těžce raněn. Na konci druhé světové války padl do amerického zajetí. V roce 1956 vstoupil do nově založeného Bundeswehru. V letech 1979 až 1983 byl vrchním velitelem sil Severoatlantické aliance ve Střední Evropě, než ho v této pozici nahradil Leopold Chalupa.

## Vyznamenání
- Německý kříž, ve zlatě
- Spona za boj zblízka , stříbrná
- Záslužný řád Spolkové republiky Německo, velkokříž (1980)
- Záslužný řád Spolkové republiky Německo, s hvězdou a ramenním popruhem (1983)

údaje použity z: německá Wikipedie-Ferdinand von Senger und Etterlin

## Dílo (výběr)
- Die 24. Panzer-Division 1939–1945. Vormals 1. Kavallerie-Division, Nebel Verlag, ISBN 3-89555-186-4.
- Die deutschen Panzer 1926–1945, Bernard & Graefe, ISBN 3-7637-0185-0
- Die deutschen Geschütze 1939–1945, Bernard & Graefe, ISBN 3-7637-5989-1.
- Panzer der Bundeswehr und ihrer Verbündeten, Athenäum-Verlag 1958.
- Soldaten zwischen Rhein und Weser, Verlag Wehr u. Wissen, ISBN 3-8033-0287-0.
- Der Gegenschlag, Vowinckel-Verlag.
- Die Kampfpanzer von 1916–1966, Bernard & Graefe, ISBN 3-7637-6221-3.
- Taschenbuch der Panzer. Jg. 1. 1943–1954; Taschenbuch der Panzer. Jg. 2. 1943–1957; Taschenbuch der Panzer. Jg. 3. 1960; Taschenbuch der Panzer. Jg. 4. 1969.
- Das kleine Panzerbuch, Lehmann.
- Der sowjetische mittlere Kampfpanzer der Baureihe T-34 bis T-62 . In: Allgemeine schweizerische Militärzeitschrift. Band 133, Nr. 9, Lehmann 1967
- Pionierpanzer, Bernard & Graefe, ISBN 3-7637-0575-9.
- Die Panzergrenadiere, J.F. Lehmanns Verlag, 1961